# Roland Bauchery
François Roland Bauchery (Paris, 28 mai 1798 - Paris 19e, 14 décembre 1863) est un auteur dramatique, chansonnier et romancier français.

## Biographie
Ses pièces ont été représentées au Théâtre de la Porte Saint-Antoine et au Théâtre Beaumarchais.

## Œuvres
- Chansons inédites, 1830
- Aux armes... Français, aux armes..., 1831
- Le Faubourien, ou le Vrai patriote, avec Pierre Ledru, 1831
- Le Bourreau du roi, 1834
- La Napolitaine, ou la Couronne de la Vierge, précédée de Deux Histoires à propos d'un livre de Michel Masson, 1834
- Didier, ou le Borgne et le boiteux, 1836
- La Fille d'une fille, 1836
- Un Héritage de famille, 2 vols., 1837
- Mémoires d'un homme du peuple, 2 vols., 1838
- L'Enfant de la pitié, drame-vaudeville en 3 actes, avec Jules-Édouard Alboize de Pujol, 1840
- La Cardeuse de matelas, vaudeville en 2 actes, avec Édouard Hachin, 1840
- L'Angélus, feuilleton, 1844
- Les Bohémiens de Paris, 4 vols., 1844-1845
- Beaumarchais, drame historique en 3 actes, avec Louis Cordiez, 1846
- La femme de l'ouvrier, précédé d'un essai sur l'influence des romans moraux dans les classes ouvrières, 1859
- Un ange gardien, non daté